# 1225 в Україні

## Події
- князь Пересопницький Василько Романович[1]